# Klooster van Sint-Franciscus

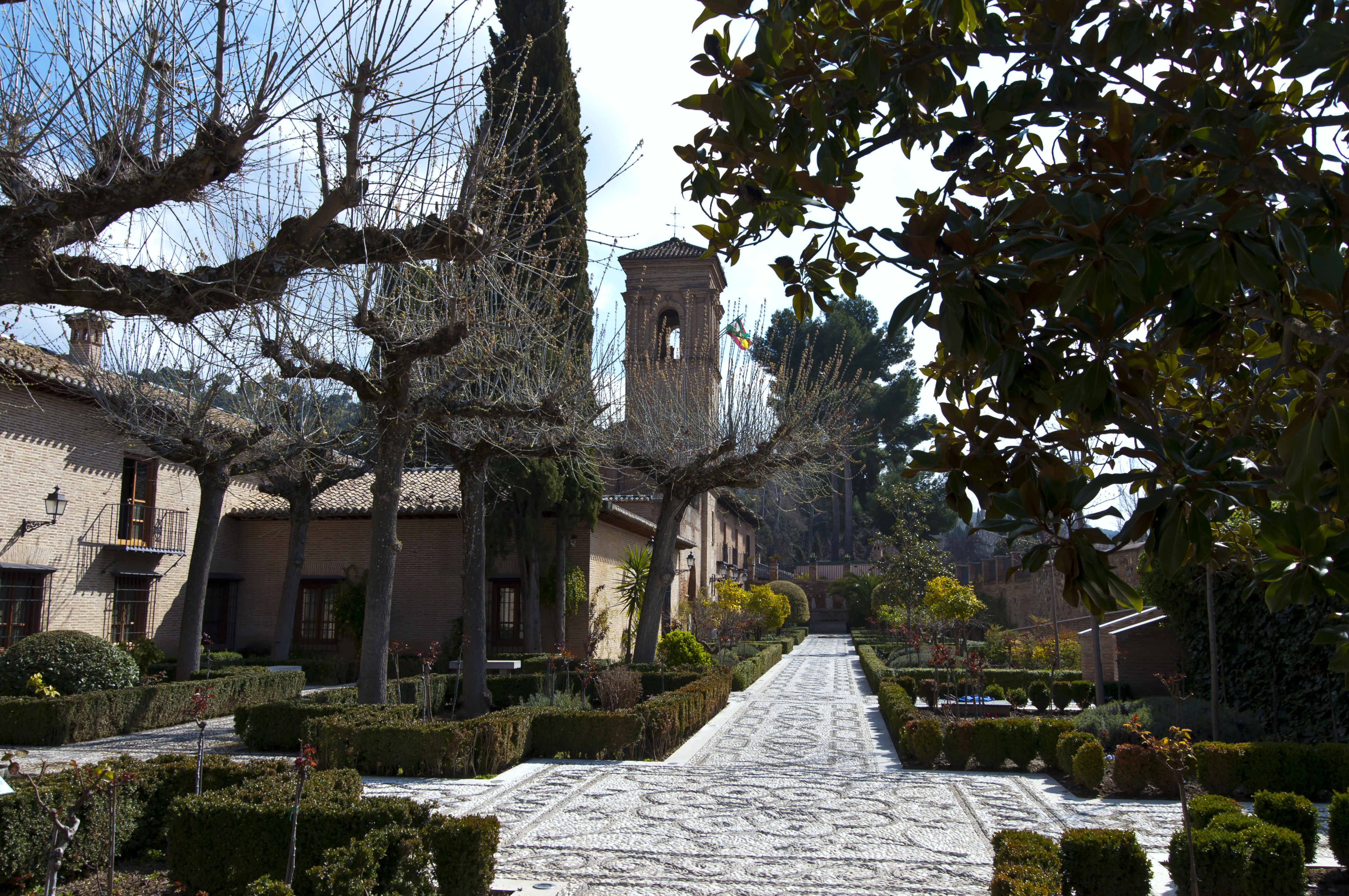
Het klooster van Sint-Franciscus

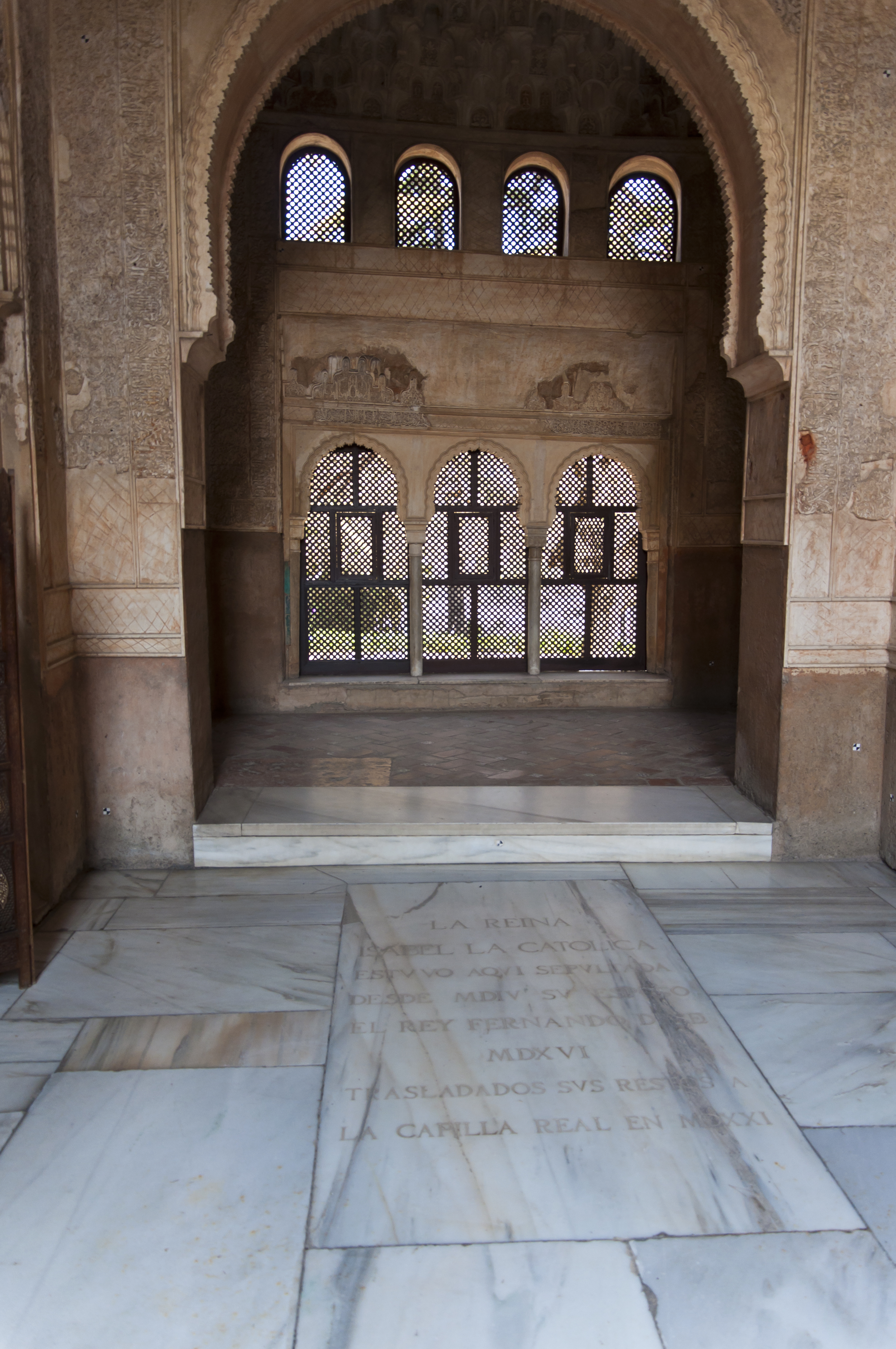
Het voormalig graf van Isabella I van Castilië in het klooster

Het Klooster van Sint-Franciscus was een klooster dat na de Reconquista werd gebouwd, binnen de muren van het Alhambra in de Spaanse stad Granada.

## Het Moors paleis
In de 14e eeuw stond hier een Nasridpaleis, opgetrokken onder het regime van Mohammed III, sultan van Granada. Grote tuinen versierden de omgeving. Dit paleis leek op het Generalife, zij het op een kleinere schaal. Centraal lag een lange, rechthoekige tuin waarbij een open irrigatiekanaal het nodige water aanvoerde. De slaapkamers die aan beide zijden van het gebouw lagen, waren afgescheiden door bogen. Het was de residentie van een prins wiens naam onbekend is. Honinggraatversieringen in de koepel, een waterciterne en een Moors bad zijn bewaard gebleven. Het paleis besloeg ongeveer 1000 m² waarbij de tuin twee derde in beslag nam.

## Het klooster van de franciscanen
De franciscanen bouwden het paleis vanaf 1495 langzaam om tot klooster nadat het Katholieke koningspaar het domein aan hen had geschonken. Met beperkte middelen trachtten de monniken hier te overleven tot zij in 1835 werden verdreven, onder het regime van Juan Álvarez Mendizábal en de inbeslagname van de kerkelijke goederen. Oorspronkelijk lagen hier de katholieke koningen begraven. Later werden hun resten overgebracht naar de koninklijke kapel van de kathedraal van Granada.
Vooraleer het in 1945 zijn definitieve bestemming als een van de mooiste paradors van Spanje kreeg was het na 1835 een kazerne, opslagplaats van de artillerie, armentehuis en hospitaal tijdens de Spaanse Burgeroorlog.
De stenen mozaïeken die de tuinen van het klooster versieren maken deel uit van de geschiedenis van Granada. Hun oorsprong ligt in Nasridcomposities, gebaseerd op geometrische figuren waarbij steeds slechts twee kleuren werden gebruikt. Witte keien die in de rivier Darro werden gevonden, combineerde men met zwarte keien uit de rivier Genil, aangevoerd vanaf de Sierra Nevada. Later ontwikkelden de figuren zich tot gefantaseerde voorstellingen.
De ruimte die nu binnenplaats van Isabella I van Castilië wordt genoemd, was de centrale plaats van het Moors paleis. De franciscanen bouwden hier hun kloosterkerk waarvan de gewelven en het dak zijn verdwenen.

## Het graf van koningin Isabella
Op 12 oktober 1504 maakte koningin Isabella in Valladolid (toen Medina del Campo genoemd) haar testament op. Daarin drukte ze haar wens uit om in dit klooster te worden begraven. Ze schreef: Laat mijn lichaam begraven worden in het klooster van Sint-Franciscus, dat zich bevindt in het Alhambra van de stad Granada, bewoond door leden van de voornoemde orde, gekleed in het habijt van de arme dienaar van Jezus Christus, Sint-Franciscus, in een laag graf, zonder versiering, afgedekt met een steen, met een inscriptie. Maar ik verlang en beveel dat als de koning, mijn heer, een graf kiest in een ander klooster of kerk van een van mijn koninkrijken, mijn lichaam naar daar zal worden overgebracht om te rusten naast dat van zijne hoogheid, zodat de eenheid waarvan we hebben genoten tijdens ons leven, door de barmhartigheid van God, wij verhopen dat onze zielen zich erover zullen verheugen in de hemel, vertegenwoordigd worden door onze lichamen in de aarde.
Een maand later, op 16 november, overleed de koningin. De lijkstoet begon aan een 23 dagen durende lange en moeilijke tocht naar het klooster in het Alhambra, maar werd geteisterd door stortregens, buiten hun oevers getreden rivieren en weggeslagen bruggen. Haar lichaam werd daar op 18 december 1504 begraven. Op 6 februari 1518 begroef men haar echtgenoot, koning Ferdinand II van Aragon naast haar. Toen de koninklijke kapel bij de kathedraal van Granada klaar was, werden beiden, op bevel van keizer Karel V, op 10 november 1521 naar hun definitieve rustplaats overgebracht.